# Tivozanib
Tivozanib, vendido bajo la marca Fotivda, es un medicamento utilizado para tratar el carcinoma de células renales. Específicamente se utiliza para enfermedades avanzadas en las que otros tratamientos no han dado resultado.  Se toma por vía oral.
Los efectos secundarios de este medicamento incluyen cansancio, presión arterial alta, diarrea, náuseas, cambios en la voz, tiroides baja, tos e inflamación de la boca;  otros efectos secundarios pueden incluir niveles bajos de sodio, problemas cardíacos, coágulos sanguíneos, sangrado y aumento de la lipasa .  El uso de este medicamento  durante el embarazo puede dañar al bebé.  Es un inhibidor de la tirosina quinasa del receptor VEGF, que bloquea la formación de nuevos vasos sanguíneos .  
Este medicamento fue aprobado para uso médico en Europa en 2017 y en Estados Unidos en 2021.   En Estados Unidos, 4 semanas de tratamiento cuestan unos 26.000 dólares. 